# Ветово (Бугарска)
Ветово (буг. Ветово) град је у Републици Бугарској, у северном делу земље, седиште истоимене општине Ветово у оквиру Русенске области.

## Географија
Положај: Ветово се налази у северном делу Бугарске. Од престонице Софије град је удаљен 340 km североисточно, а од обласног средишта, Русеа град је удаљен 40 km југоисточно.
Рељеф: Област Ветова се налази у југоисточном делу Влашке низије. Град се сместио у бреговитом подручју, на приближно 180 m надморске висине.
Клима: Клима у Ветову је континентална.
Воде: У околини Ветова протиче више мањих водотока.

## Историја
Област Ветова је првобитно било насељено Трачанима, а после њих овом облашћу владају стари Рим и Византија. Јужни Словени ово подручеје насељавају у 7. веку. Од 9. века до 1373. године област је била у саставу средњовековне Бугарске.
Крајем 14. века област Ветова је пала под власт Османлија, који владају облашћу 5 векова.
Године 1878. град је постао део савремене бугарске државе. Насеље постоје убрзо средиште окупљања за села у околини, са више јавних установа и трговиштем.

## Становништво
По проценама из 2010. године Ветово је имало око 5.000 становника. Огромна већина градског становништва су Турци, док су мањина етнички Бугари и Кримски Татари. Остатак су махом Роми. Последњих деценија град губи становништво због удаљености од главних токова развоја у земљи.
Претежан вероисповест месног становништва је ислам, а мањинска православље.